# Lizzie Murphy
Mary Elizabeth Murphy (13 de abril de 1894 - 27 de julio de 1964), conocida como «La Reina del Béisbol», fue la primera mujer en jugar al béisbol profesional, compitiendo con atletas masculinos en 1922. Jugó como primera base durante diecisiete años; también perteneció a varios equipos de All- Star siendo la primera persona de ambos sexos en jugar en los equipos de béisbol de la liga estadounidense y nacional.

## Biografía
Murphy nació en abril de 1894, probablemente en Warren, Rhode Island, aunque algunas fuentes indican que nació en Canadá.  Lizzie era atlética y practicaba otros deportes como corredora, patinadora y nadadora, además de jugar al béisbol. A la edad de 12 años, dejó la escuela y se fue a trabajar al Parker Woollen Mill y en su tiempo libre, jugaba béisbol en los equipos Warren Silk Hats y Warren Baseball Club, a la edad de 15 años, jugaba en los equipos de ligas amateur locales de hombres, como Warren Shoe Company.
Desde 1909 estaba jugando profesionalmente. Primero firmó con el Providence Independents, y luego en 1918 firmó con Traveling All-Stars de Ed Carr  un equipo semiprofesional de Boston. Carr's fue un equipo de asalto con el que viajó por Canadá y Nueva Inglaterra jugando hasta 100 partidos al año. También participó en las ligas femeninas, jugando para las Bloomer Girls durante 30 años. Cuando comenzó su carrera profesional, era una pitcher, pero también conocida como una bateadora. Su promedio de carrera al jubilarse fue de 300.

## Reina del béisbol
Murphy estaba interesada en la autopromoción, vendiendo fotografías de ella entre las entradas. Se autodenominó a sí misma como la «Reina del béisbol», pero era conocida como «Spike Murphy». Los periódicos reconocieron su habilidad y en lugar de nombrarla como jugadora del equipo, la llamaron por su nombre, como en titulares publicitarios «Lizzie Murphy en el juego», «Tyler Will Hurl Against Lizzie Murphys Tomorrow», y «Spike' Murphy, Woman Baseball Wizard, Learned Game Throwing Stones---'Ty' and 'Babe' Better Beware if "Liz" Breaks Into Game».
Murphy usualmente jugaba como primera base e hizo historia en 1922 como la primera jugadora femenina en jugar contra jugadores de Grandes Ligas de Béisbol|Grandes Ligas. El juego fue una exhibición de caridad que enfrentaba a los jugadores estrella de las Ligas de Nueva Inglaterra y América contra los Boston Red Sox. Fue organizado en Fenway Park para recaudar dinero para la familia de Tommy McCarthy, que había muerto recientemente. McCarthy más tarde sería incluido en el Salón de la Fama del Béisbol.
Murphy se retiró en 1935, regresó a su casa de Warren y luego se casó con Walter Larivee en 1937. Cuando su esposo falleció, Murphy volvió a trabajar en los molinos de lana y trabajó en barcos de ostras. Ella murió el 27 de julio de 1964. Fue incluida en el Salón de la fama de las mujeres de Rhode Island en 1994.